# ヤコブ・ピナス
ヤコブ・ピナス（Jacob Symonsz. Pynas、1592年ころ生まれ、1656年以降に没）は、オランダの画家である。ピーテル・ラストマンと兄のヤン・ピナスとともに「レンブラント前派」の画家とされる。

## 略歴
アムステルダムの生まれと推定されている。父親はアルクマール出身のシモン・ブロウエル（Symon Jansz. Brouwer:1624年没）という裕福な商人で、アムステルダムで購入した邸の場所の名前からピナスと名のるようになったとされる。兄のヤン・ピナス（c.1583-1637）も画家になった。
1605年ころから1608年ころまで、兄とともにイタリアで修行した。イタリアではピーテル・ラストマン（1583-1633）やアダム・エルスハイマー（1578-1610）から影響を受け、カルロ・サラチェーニ（c.1579-1620）とも知り合ったと考えられる。
オランダに戻った後、 主にデルフトで活動したが、デン・ハーグやアムステルダムでも活動した。18世紀初めに画家の伝記を出版したアルノルト・ホウブラーケンによれば、ピナスがアムステルダムにいた1623年から1624年の数か月間、10代であったレンブラント・ファン・レイン（1606-1669）を教えたとされている。1631年にデルフトの市民権を得ていて、翌年にはデルフトの聖ルカ組合の会員になった。1639年までデルフトで働らいた。
主に風景画を描いた。エルスハイマーと同じように聖書や神話にまつわる人物が風景の中に小さく描かれるスタイルであった。同時代の風景画家パウル・ブリル（c.1553-1626）の作品からの影響も見られるとされる。
亡くなった年や亡くなった場所ははっきりしていないが1650年から1660年の間にデルフトかアムステルダム、ハールレムで亡くなった。

## 作品

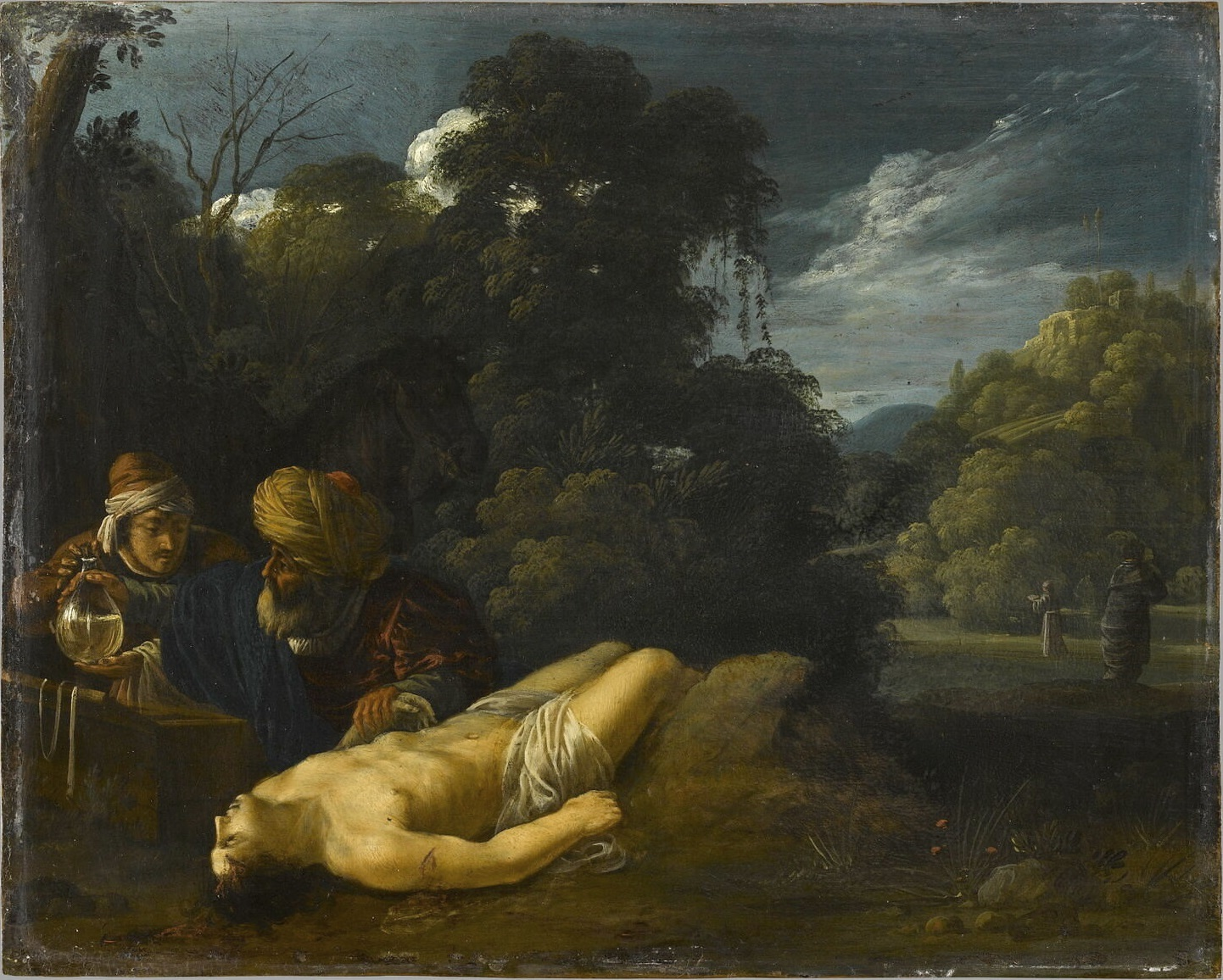
アダム・エルスハイマーもしくはヤコブ・ピナス作とされる「善きサマリア人」(c.1656) ルーブル美術館
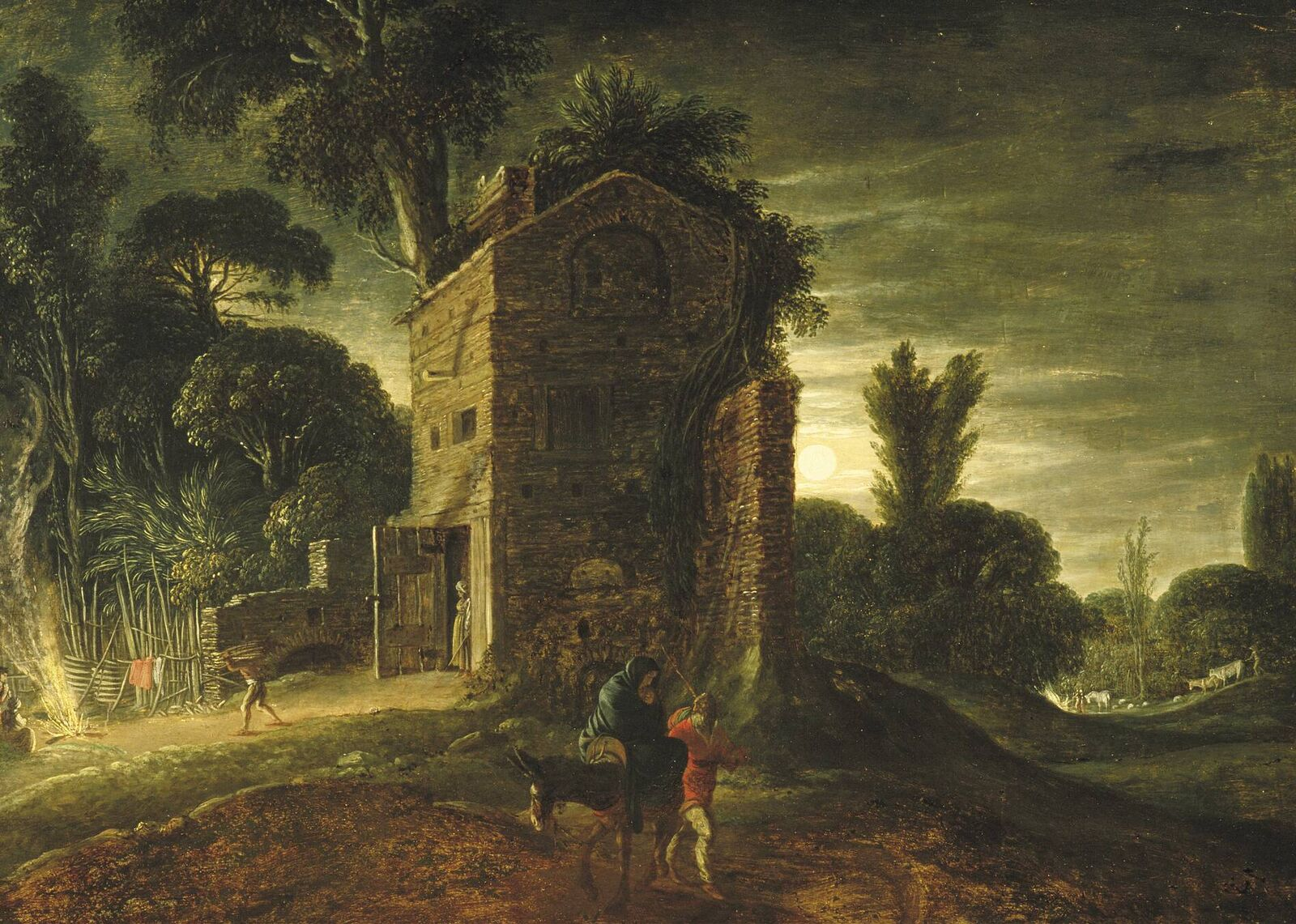
『エジプトへの逃避』 ボイマンス・ヴァン・ベーニンゲン美術館
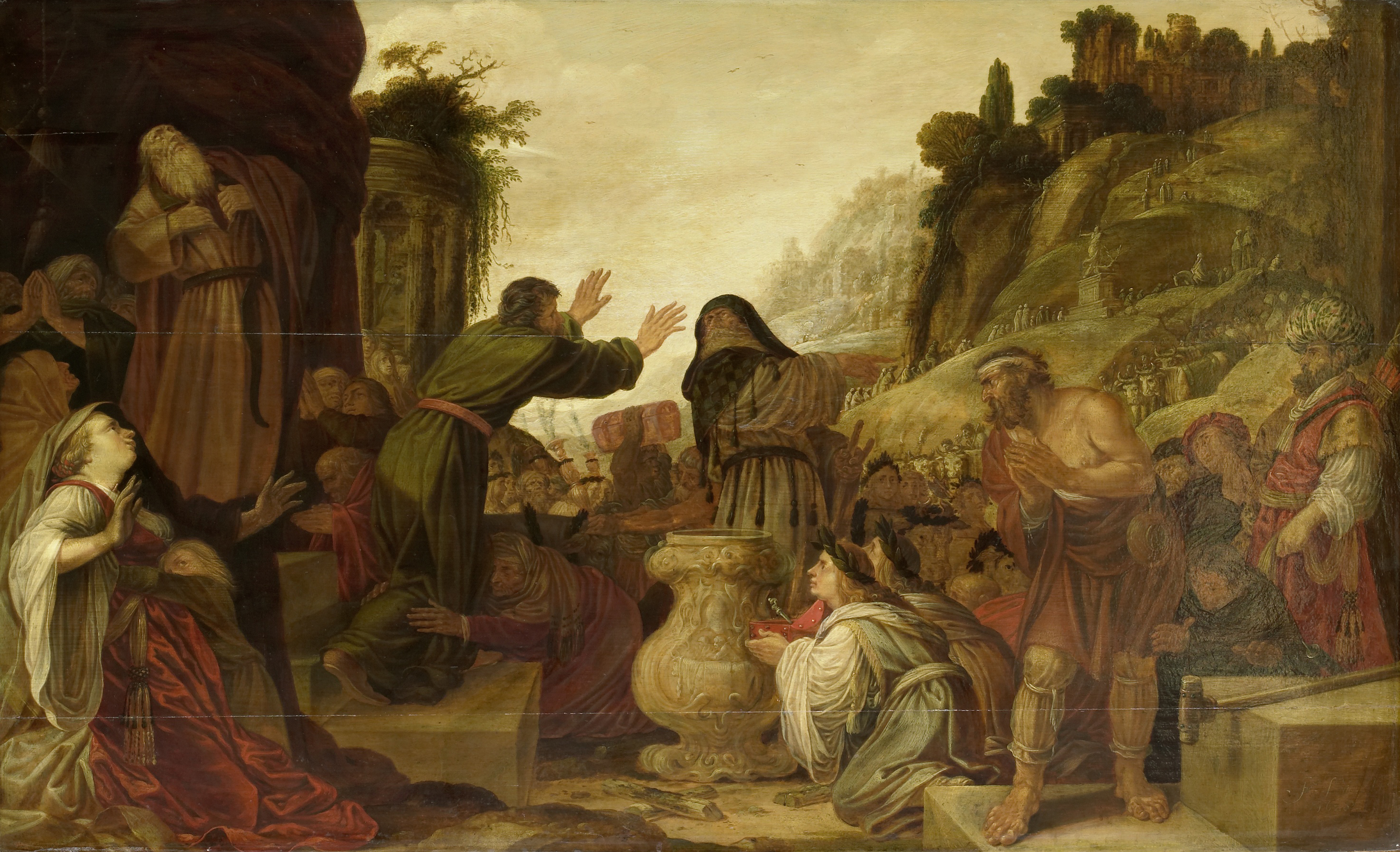
「使徒パウロとリストラのバルナバ」(1628) アムステルダム国立美術館